# 天堂五分鐘
《天堂五分鐘》（英語：Five Minutes of Heaven）是一部於2009年上映的北愛爾蘭劇情片，由西蒙·範霍文執導。

## 劇情
1975年愛爾蘭情勢動盪，愛爾蘭共和軍、阿爾斯特志願者力量彼此仇視；17歲少年阿利斯泰爾殺了不同政治立場的天主教徒，從此就有個人一直想著他！
33年後BBC電視台找來受害者當時8歲的弟弟喬與被捕判入獄12年的加害者和解，殺人的阿利斯泰爾想請求寬恕卻感覺沒法請求原諒，而喬只想復仇並認為自己無論如何都不會原諒；然而最終當他們相遇時，意想不到的事情發生了......。

## 演員
- 阿利斯泰爾（少年） - Mark Davison
- Andy - Diarmuid Noyes
- Alistair's Mum - Niamh Cusack
- Stuart - Matthew McElhinney
- Dave - Conor MacNeill
- Alistair's Dad - Paul Garret
- 喬（少年） - Kevin O' Neill
- Jim - Gerard Jordan
- Joe's Mum - Paula McFetridge
- 喬（成人） - 詹姆斯·内斯比特
- Joe's Chauffeur - Barry McEvoy
- 阿利斯泰爾（成人） - 連恩·尼遜
- Alistair's Chauffeur - Richard Orr
- Michael - Richard Dormer
- Vika - Anamaria Marinca
- David - Jonathan Harden

## 外部連結
- 互联网电影数据库（IMDb）上《天堂五分鐘》的资料（英文）